# Aserbaidschanische Staatliche Philharmonie

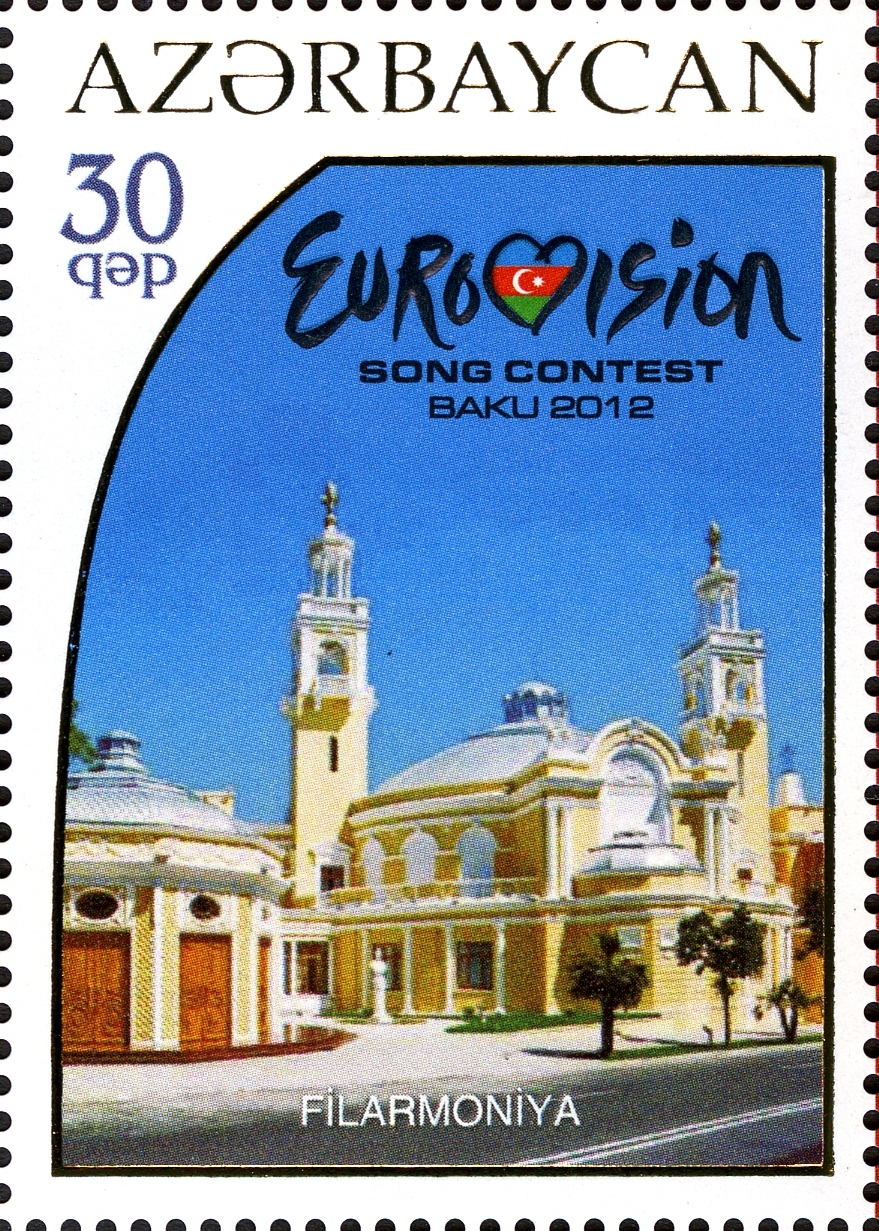
Staatliche Philharmonie (aserbaidschanische Briefmarke 2012)

Die Aserbaidschanische Staatliche Philharmonie (eigentlich Aserbaidschanische Staatliche Müslüm Maqomayev Philharmonie; aserbaidschanisch: Müslüm Maqomayev adına Azərbaycan Dövlət Filarmoniyası) ist ein Konzerthaus in der aserbaidschanischen Hauptstadt Baku. 

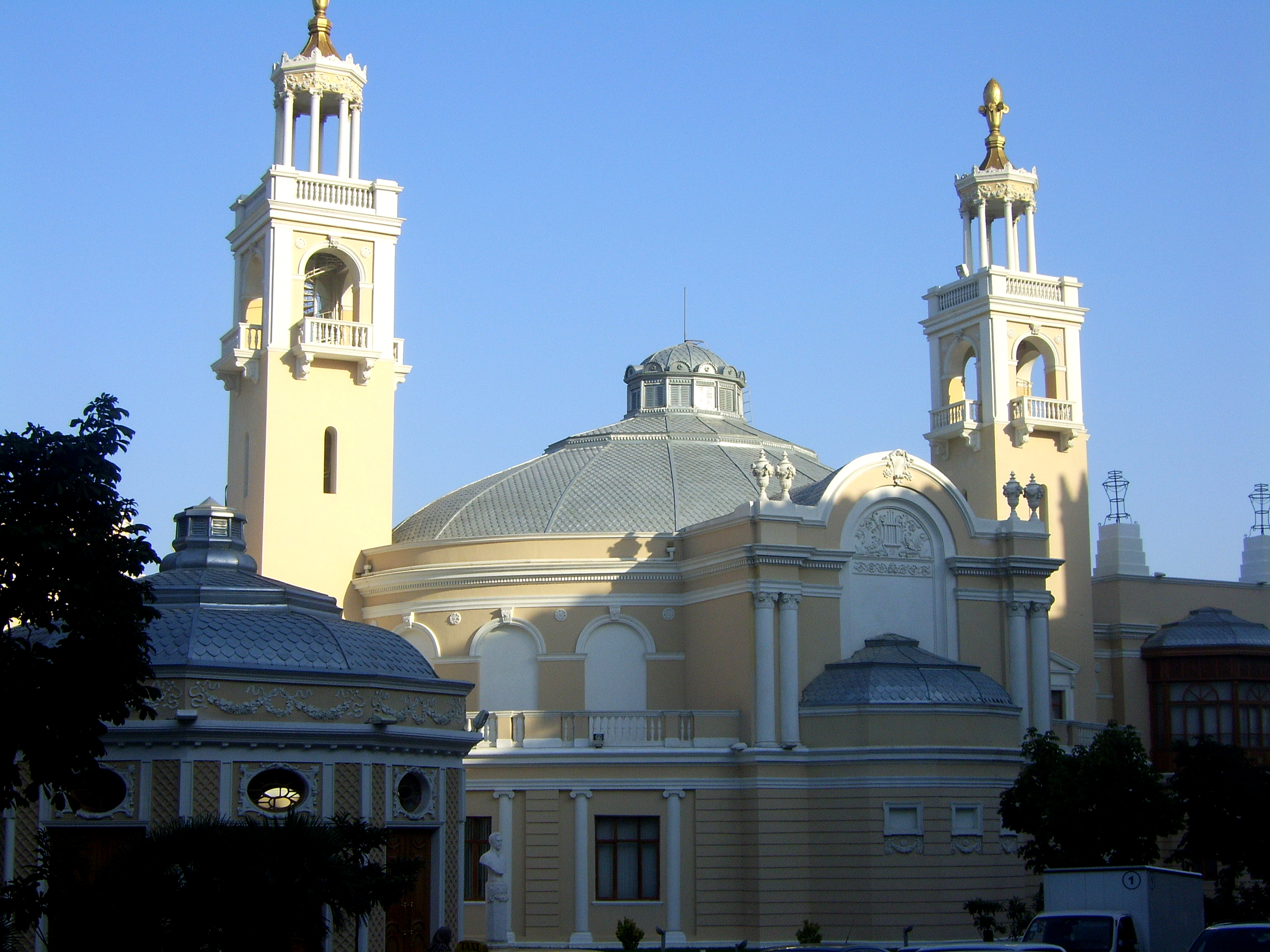
Frontansicht der staatlichen Philharmonie

Das Konzerthaus wurde im Jahr 1936 gegründet und ist eine nationale Kulturinstitution Aserbaidschans. Institutionell ist es Teil des Ministeriums für Kultur und Tourismus von Aserbaidschan. Das Gebäude befindet sich im Stadtzentrum an der Adresse Istiqlaliyyət küçəsi 2. Auch die von Kaukasusdeutschen errichtete evangelisch-lutherische Erlöserkirche wird heute als Konzertsaal genutzt.

## Geschichte
Das Gebäude der staatlichen Philharmonie von Aserbaidschan wurde zwischen 1910 und 1912 im Stil des Eklektizismus erbaut. Im Jahr 1920 wurden die unabhängigen Ensemblen, Orchester und Musikgruppen in diesem Gebäude vereint. Am 25. Mai 1936 wurde wie in den anderen Unionsrepubliken der UdSSR auch in Aserbaidschan eine staatliche Philharmonie gegründet. Seit 1937 trägt die staatliche Philharmonie von Aserbaidschan den Namen des Komponisten Müslüm Maqomayev. 
Im Konzerthaus befinden sich zwei Säle: Der Große Saal mit 1100 Sitzplätzen, und der Kleine Saal mit 610 Sitzplätzen.
Die Philharmonie ist ein Repertoirebetrieb für klassische Musik und aserbaidschanische Musik. Im Rahmen der staatlichen Philharmonie sind sieben Ensembles aktiv: das Staatliche Symphonieorchester, die Staatliche Chorkapelle, das Kammerorchester Qara Qarayev, das Staatliche Fortepiano-Trio, das Staatliche Quartett, das Ensemble von Fikrət Əmirov, das Gesangs- und Tanzensemble und das unter dessen Leitung stehende Staatliche Orchester für Volksinstrumente. Außerdem finden dort auch Vorführungen berühmter ausländischer Ensembles und Solisten statt.